# Нджойя, Ибрагим
Султан Ибрагим Нджойя (англ. Ibrahim Njoya, приблизительно 1860, Фумбан — 30 мая 1933, Яунде) — правитель африканского султаната Бамум (ныне — запад Камеруна), интеллектуал и изобретатель. Правил с 1889 года до своей смерти в 1933 году. Ему наследовал его сын Сеиду Нджимолу Нджойя.
Ибрагим Нджойя известен как изобретатель оригинальной письменности бамум, которая при его жизни прошла несколько этапов — от чисто идеографического письма до слоговой письменности.

## Правление
Мать Ибрагима, Нджапунке, была регентом до его совершеннолетия. Однако и после этого его вступление во власть затянулось, поскольку голова его отца была захвачена враждебным племенем, а по традиции голова или череп предшественника играли для народа бамум церемониальную роль. Немецкие колонизаторы, с которыми он поддерживал хорошие отношения, согласились помочь ему в возвращении головы, и даже обеспечили его султанату относительную автономию. Учитывая значительный перевес немцев в силе, он отказался от вооружённой борьбы с ними, которую предлагал Рудольф Дуала Манга Белл.
Сначала Нджойя пытался усвоить западные (в первую очередь немецкие) традиции для своей страны и культуры. В ходе одного из экспериментов он создал для своих солдат форму, прообразом для которой послужили костюмы гусар. Этот эксперимент вызвал раздражение немецких властей, которые восприняли данную форму как пародию на себя.
Нджойя также ознакомился с христианством и, возможно, даже был крещён. После этого он через некоторое время официально принял ислам. В конце концов он создал собственную религию, соединявшую основы ислама, христианства и традиционного культа народа бамум.
После того, как западный Камерун в 1918 г. отошёл к французам, его отношения с французскими властями оказались плохими, и он умер в изгнании в Яунде.
Его сыном был Сеиду Нджимолу Нджойя, ставший султаном и королём в 1933 году.

## Изобретения

### Письменность бамум
Ибрагим Нджойя — создатель оригинальной письменности для языка бамум (известна также под названием а-ка-у-ку, по звучанию четырёх первых знаков). Интересно то, что при его жизни письменность реформировалась несколько раз с целью сокращения числа знаков и прошла путь от чистой идеографии до слогового письма.

### Сельское хозяйство
Нджойе также приписывается изобретение мельницы с ручным управлением для перемалывания зерна.

## Наследие
Его внук, Ибрагим Мбомбо Нджойя, в настоящее время — султан Камеруна и последний представитель бамунской династии, учредил школу в великолепном дворце, который построил его дед. В настоящее время в этой школе пытаются возродить использование письменности бамум.